# Kaiyō Maru
Ne doit pas être confondu avec Kaiyō (porte-avions).

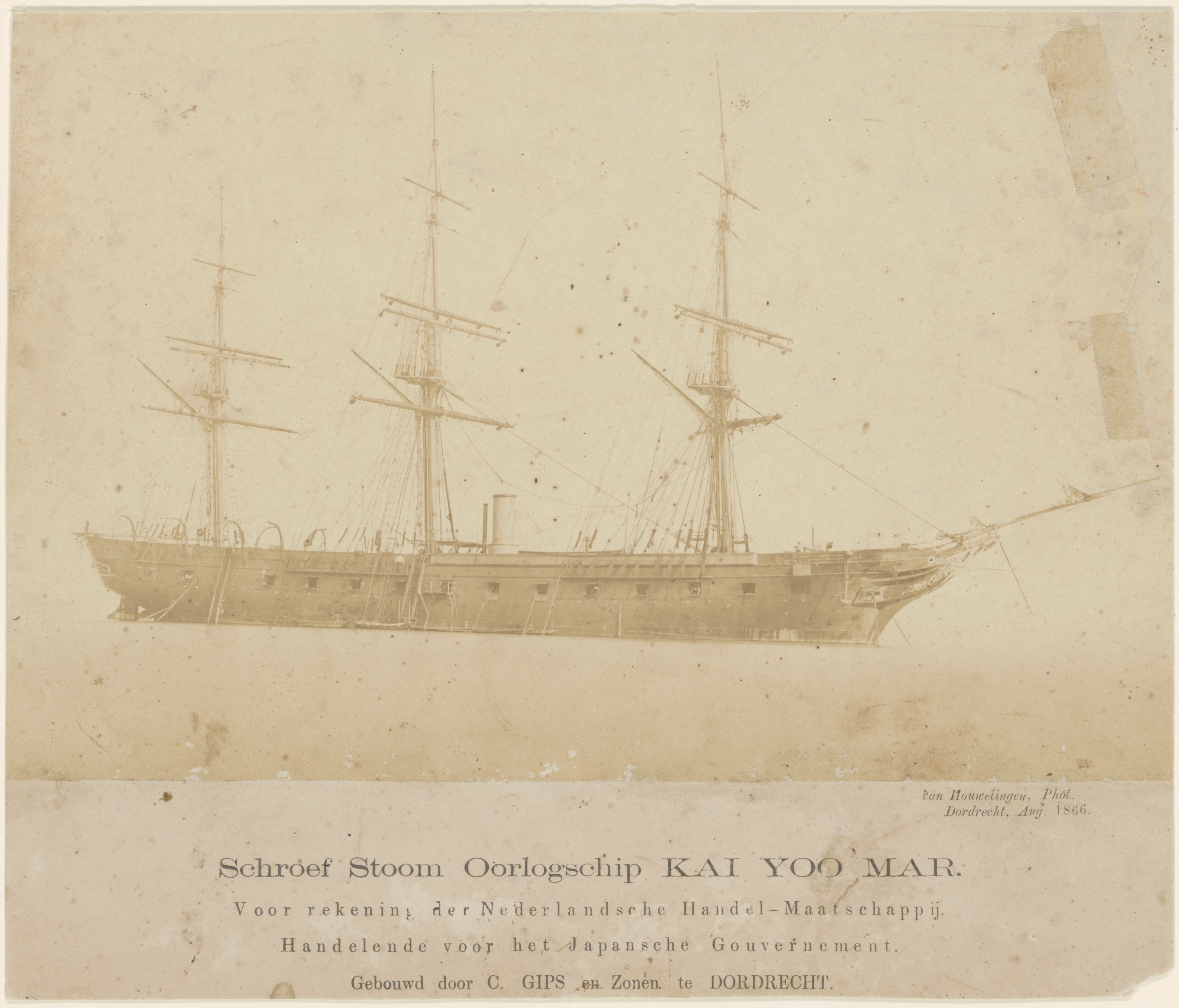
Le Kaiyō Maru

Le Kaiyō Maru (Japonais : 開陽丸) était l'un des premiers navires de guerre modernes du Japon, propulsé à la fois par les voiles et la vapeur.

## Construction

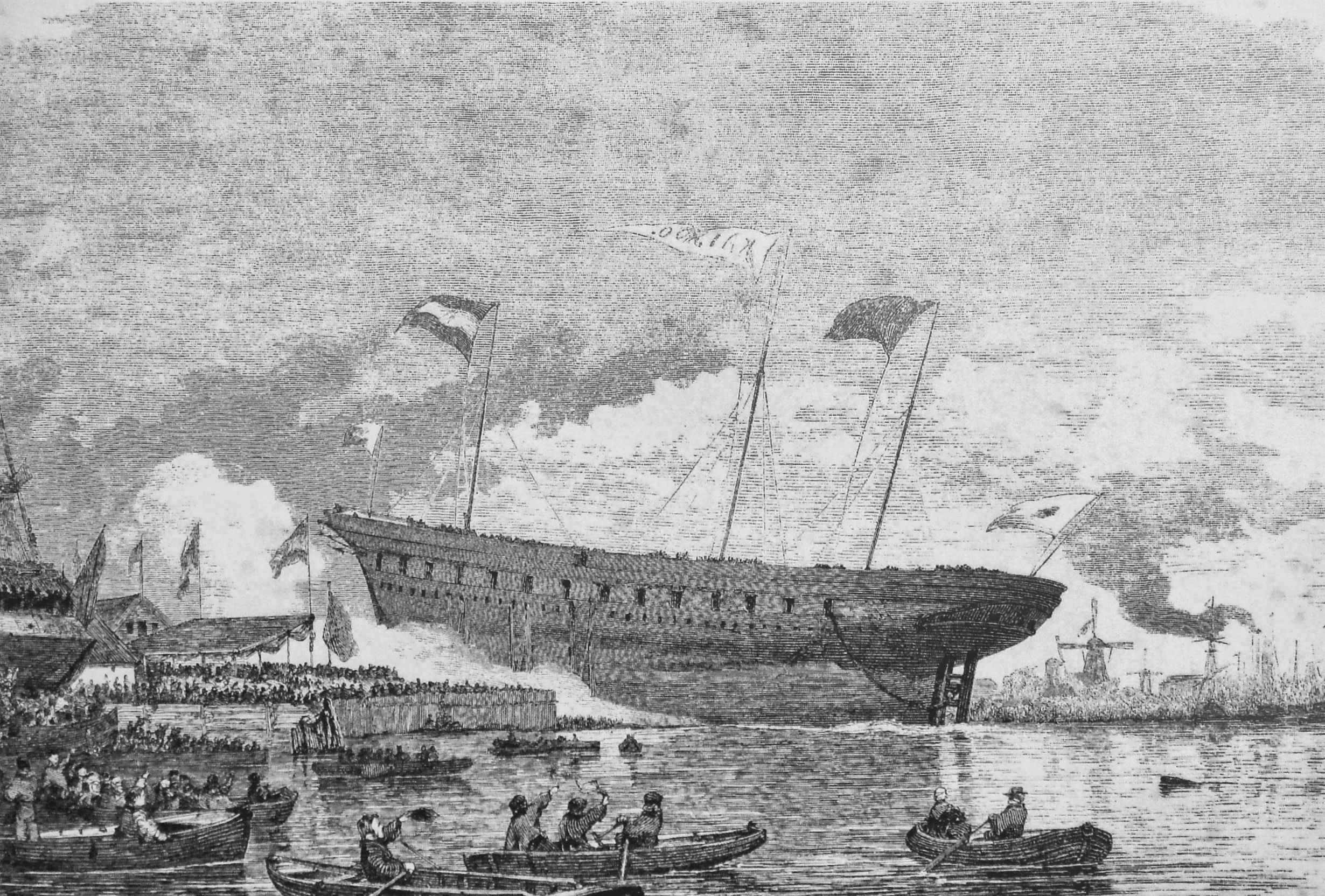
Lancement du Kayō Maru à Dordrecht, 1865.

Le Kaiyō Maru a été commandé aux Pays-Bas en 1863 par le bakufu, le gouvernement du shogunat Tokugawa, la Société de commerce néerlandaise (Nederlandsche Handel-Maatschappij) agissant en tant qu'intermédiaires. Le bateau a été construit au chantier de Cornelis Gips et fils à Dordrecht, Pays-Bas, pour la somme de 831 200 florins. Au moment du lancement, il était le plus grand navire de guerre en bois jamais construit par un chantier naval hollandais.
La construction a été supervisée par une mission militaire japonaise dirigée par Masao Uchida et Noriyoshi Akamatsu.

## Livraison

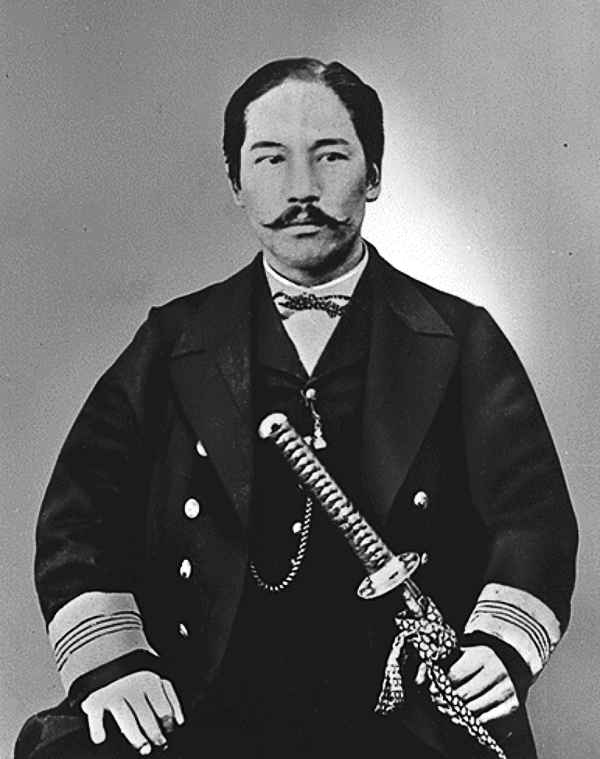
Takeaki Enomoto.

Pendant son voyage vers le Japon, le Kaiyō Maru fut commandé par le capitaine J.A.E. Dinaux, un officier naval hollandais, secondé pour la mission. Le bateau arriva au Japon le 26 mars 1867.
À bord se trouvait Enomoto Takeaki, étudiant japonais qui avait été envoyé pour étudier la science navale aux Pays-Bas pendant cinq ans, ainsi que quinze autres étudiants. Takeaki Enomoto devait devenir vice-amiral (副総裁) de la flotte moderne du Bakufu à son retour au Japon, et le Kaiyō Maru allait devenir son navire amiral.

## Carrière

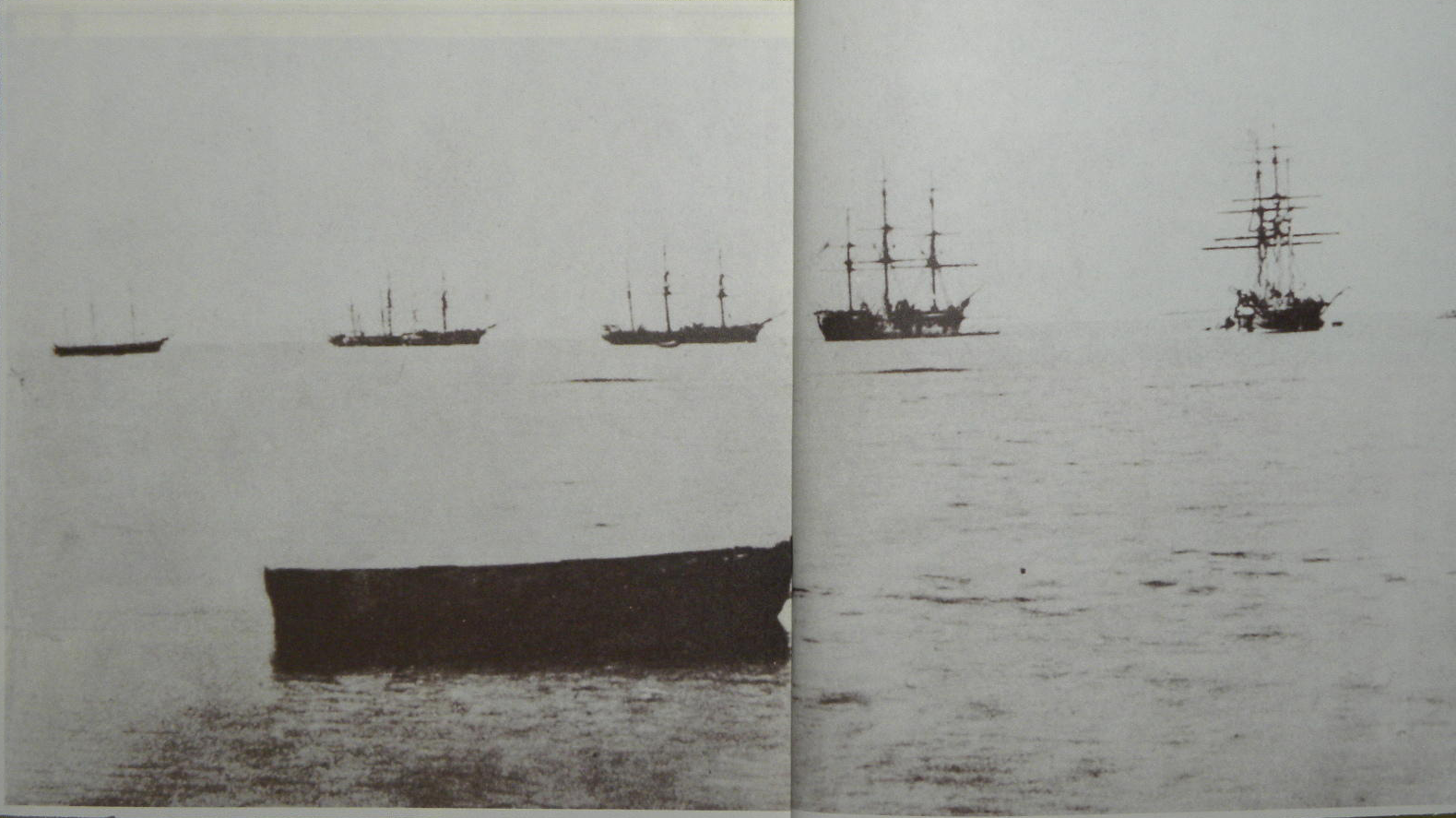
Une partie de la flotte d'Takeaki Enomoto au large de Shinagawa en 1868. Le Kaiyō Maru est le deuxième à partir de la droite.

La guerre de Boshin éclata peu après, à la fin de 1867, impliquant les forces pro-impériales contre les forces du Bakufu entre 1867 et 1869. En septembre 1868, Takeaki Enomoto a décidé de continuer le combat dans le nord du Japon ainsi que les daimyos fidèles au bakufu, et a quitté Shinagawa à Tokyo avec le Kaiyō Maru et sept autres navires modernes. Le navire transportait également un petit nombre de conseillers militaires français, et leur chef Jules Brunet. Les rebelles ont débarqué à Hokkaidō où ils ont fondé l'éphémère République indépendante d'Ezo.

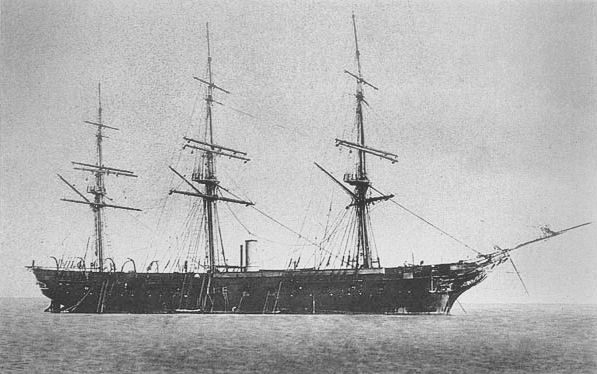
Photographie du Kaiyō Maru.

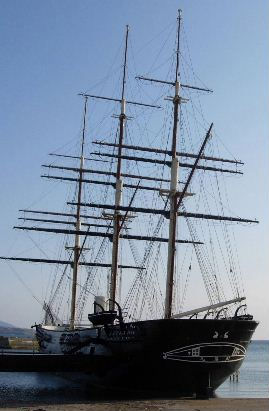
Le Kaiyō Maru restauré à Esashi.

Kaiyō Maru est devenu par la suite le navire principal de la flotte d'Hokkaidō. Beaucoup d'espoirs ont été mis sur lui pour apporter la supériorité navale contre une marine impériale japonaise plus faible et naissante, mais il a par la suite été détruit à Esashi, Hokkaidō, pendant un orage le 15 novembre 1868.
Sa destruction aurait démoralisé Takeaki Enomoto, qui avait navigué avec lui depuis l'autre côté du monde et réduit nettement les capacités des forces rebelles.
L'épave du Kaiyō Maru a été découverte en 1975, elle a été récupérée et restaurée en 1990. Elle est désormais aux docks d'Esashi et est devenue une attraction touristique.